# Paulo Fonseca
Paulo Alexandre Rodrigues Fonseca (Nampula, 5 maart 1973) is een Portugees voetbalcoach en voormalig profvoetballer.

## Carrière

### Voetballer
Paulo Fonseca debuteerde in 1991 bij Barreirense. Vier jaar later werd hij naar FC Porto getransfereerd. Daar speelde hij geen minuut in de competitie maar werd hij wel driemaal uitgeleend. Hij werd uitgeleend aan Leça FC, CF Os Belenenses en  CS Marítimo. Daarna speelde hij nog twee seizoenen voor Vitória SC en vijf seizoenen voor Estrela Amadora, waar hij voornamelijk bankzitter was. Hij stopte met voetballen in 2005 op 32-jarige leeftijd.

### Voetbaltrainer
Nadat hij gestopt was met voetballen begon hij als jeugdtrainer bij Estrela Amadora. Na twee seizoenen greep hij zijn kans als hoofdtrainer bij SU 1º de Dezembro. Daarna coachte hij ook Odivelas, CD Pinhalnovense en CD Aves. In 2012 werd hij coach van Paços de Ferreira. Hij eindigde met de club op een derde plaats, waarmee de club aan de voorronde van de UEFA Champions League mocht deelnemen. Op 10 juni 2013 tekende hij een tweejarig contract bij FC Porto als opvolger van Vítor Pereira. Hij won met Porto direct de supercup in 2013. Hij werd op 5 maart 2014 ontslagen na een reeks van slechte wedstrijden. Porto stond op dat moment derde, met negen punten achterstand op koploper Benfica. Hij werd hetzelfde jaar nog coach van FC Paços de Ferreira. Na 1 jaar SC Braga getraind te hebben, vertrok hij naar het Oekraïense Sjachtar Donetsk. Sinds 2019 is hij de coach van AS Roma.

## Erelijst
Als trainer bij FC Porto
- Portugese Supercup: 2013

Als trainer bij SC Braga
- Beker van Portugal: 2016

Als trainer bij Sjachtar Donetsk
- Premjer Liha: 2016/17, 2017/18, 2018/19
- Beker van Oekraïne: 2016/17, 2017/18, 2018/19
- Oekraïense supercup: 2017
- Beste trainer Premjer Liha: 2016/17

2 Calabria  ·
4 Bennacer ·
7 Giménez ·
8 Loftus-Cheek ·
9 Jović ·
10 Leão ·
11 Pulisic ·
14 Reijnders ·
16 Maignan ·
17 Okafor ·
18 Zeroli ·
19 Hernández ·
20 Jiménez ·
21 Chukwueze ·
22 Emerson ·
23 Tomori ·
24 Florenzi ·
28 Thiaw ·
29 Fofana ·
31 Pavlović ·
42 Terracciano ·
46 Gabbia ·
57 Sportiello ·
80 Musah ·
90 Abraham ·
96 Torriani ·
Coach: Fonseca
· Assistent-coach: Ferreira